# Maćkówka
Maćkówka est une localité polonaise de la gmina de Zarzecze, située dans le powiat de Przeworsk en voïvodie des Basses-Carpates.